# Port lotniczy Malabo
Port lotniczy Malabo (IATA: SSG, ICAO: FGSL) – międzynarodowy port lotniczy położony 9 km na wschód od Malabo, na wyspie Bioko. Jest największym portem lotniczym w Gwinei Równikowej.

## Linie lotnicze i połączenia
Na przełomie 2007 i 2008 roku lotnisko miało połączenie z trzema europejskimi portami, z Paryżem realizowane przez Air France, Zurychem realizowane przez Swissair oraz Madrytem wykonywanym przez linie Iberia.
| Linia lotnicza           | Kierunek                                     |
| ------------------------ | -------------------------------------------- |
| Air France               | 1. Douala 2. Paryż-Charles de Gaulle         |
| CEIBA Intercontinental   | 1. Bata 2. Kotonu 3. Lomé 4. Mengomeyén      |
| Cronos Airlines          | 1. Bata 2. Kotonu 3. Douala 4. Port Harcourt |
| Ethiopian Airlines       | 1. Addis Abeba 2. Douala                     |
| Lufthansa                | 1. Frankfurt 2. Lagos                        |
| Plus Ultra Líneas Aéreas | 1. Madryt                                    |
| Royal Air Maroc          | 1. Casablanca 2. Libreville                  |
| Turkish Airlines         | 1. Stambuł 2. Port Harcourt                  |